# Carlo Casati
Carlo Piero Casati, conosciuto anche come Carluccio (Monza, 14 aprile 1929 – Monza, 31 ottobre 2007), è stato un alpinista e fondista italiano.

## La vita e l'alpinismo
Socio della sezione cittadina del C.A.I. Monza dal 1943, atleta azzurro dal 1965, Carlo Casati è stato forse il più universale e completo degli alpinisti sfornati dalla scuola monzese. Al suo attivo figurano oltre 600 ascensioni fra roccia e ghiaccio, ed almeno altrettante salite di sci alpinismo, la gran parte delle quali effettuata su montagne extra-europee di alta quota. Dal 1948 entra nel gruppo sportivo "Pell e Oss" di Monza insieme ad altri "giovanissimi" i cui nomi si inseriranno nella rosa dei più forti alpinisti italiani. I loro nomi sono: Walter Bonatti, Andrea Oggioni, Josve Aiazzi, Baldassare Alini, Walter Paganini, Emilio Villa, Gaetano Maggioni, Felice Battaglia, e dietro di loro una schiera numerosissima di altri giovani.
Inizia ad arrampicare su Grignetta e Resegone nel 1943, ed è a suo agio tanto sul granito delle Alpi Occidentali (via Boccalatte sulla Est dell'Aiguille della Brenta, prima invernale con Walter Bonatti) quanto sul calcare delle Orientali (Gran diedro della parete Est della Brenta Alta).
Nel 1949 effettua la prima ripetizione italiana della Cresta del Furggen al Cervino.
Con Walter Bonatti nel 1950 apre la via Corna di Medale - Spigolo Bonatti
Scala inoltre la parete nord del Grandes Jorasses (Punta Walker - via Cassin) e la parete nord della Cima Grande di Lavaredo (via Brandel-Hass) che sono considerate tra le vie più difficili delle Alpi.
Come alpinista e cineoperatore, Carlo Casati ha partecipato alle tre memorabili spedizioni extraeuropee organizzate dal C.A.I. Monza:
- nel 1962/63 scala le favolose vette della Cordigliera del Paine, in Patagonia
- nel 1965 la Aguja Nevada, nella Cordillera Blanca, sulle Ande
- nel 1969 giunge in vetta all'Alpamayo, il “Cervino delle Ande” (prima ascensione assoluta per l'inviolata Cresta Nord)

Nel 1965 Carlo Casati è ammesso al prestigioso Club Alpino Accademico Italiano.

## Lo sci alpino
Per 38 anni Casati ha svolto intensissima attività agonistica nello sci di fondo, ottenendo risultati eccellenti difendendo i colori dello Sci C.A.I. Monza: più volte campione monzese e brianzolo, campione provinciale tanto nel fondo quanto nella combinata fondo-discesa e alla prima edizione del campionato italiano per fondisti cittadini, vince la staffetta 3x10 chilometri con i due fratelli De Lorenzi di Sesto San Giovanni, e si classifica al terzo posto nella prova individuale.
Sempre per i colori dello Sci C.A.I. Monza, partecipa a diciotto rally di sci-alpinismo a carattere internazionale, collezionando numerosi piazzamenti di prestigio.
A 55 anni partecipa alla “Euroloppet”, la competizione di fondo europea in cui si sommano i tempi delle cinque gran fondo più massacranti e prestigiose: Vasaloppet, Finlandia-hiihto, Marcialonga, Koenig Ludwiglauf e Dolomitenradrundfahrt, per un totale di 360 chilometri, classificandosi settimo assoluto e secondo degli italiani su un totale di 2380 partecipanti.

## La morte
Muore mercoledì 31 ottobre 2007 travolto da un camion mentre attraversa le strisce pedonali diretto al Cimitero Urbano di Monza, che ora al Campo 47 ne ospita la salma.

## Riconoscimenti
- Insegna d'Oro al merito sportivo nel 2002 da parte dell'Unione Società Sportive Monzesi
- Consegna Ambrogino d'oro dal Comune di Milano
- Consegna di 2 Corone Ferree dal Comune di Monza
- Atleta azzurro d'Italia dal 1963
- Maestro del Lavoro - Stella al merito del lavoro
- Per 3 anni Campione Italiano per fondisti cittadini
- Per 18 anni consecutivi direttore ed insegnante del corso di alpinismo “Filippo Berti” organizzato dal C.A.I. Monza

## Filmografia
- 1966 - Sesto grado in Patagonia, 58 min., regia di Renato Cepparo, fotografia di C. Casati, Vasco Taldo

Il film documenta le varie fasi della vittoriosa spedizione del 1963, promossa ed organizzata dalla Sezione di Monza del C.A.I., alle Torri del Paine, in Patagonia. Duemila metri di corda e alcune centinaia di chiodi vengono utilizzati nella difficilissima impresa conclusasi con la prima ripetizione della Torre Centrale e con la conquista della Torre Sud. 
- 1971 - Alpamayo cresta nord, 25 min., regia di Renato Cepparo, fotografia di C. Casati

La vetta dell'Alpamayo, un quasi 6000 della Cordillera Blanca del Perù, è certamente una delle più belle cime del mondo e la sua conquista una meta da far gola a più di un alpinista. Il film documenta la spedizione del C.A.I. di Monza, che ha scalato la Cresta Nord nel 1969.
Questi film sono stati vincitori al Festival Internazionale dei film di montagna di Trento.